# Christian Klixbüll Jørgensen
Christian Klixbüll Jørgensen, noto comunemente come C.K. Jørgensen (Aalborg, 18 aprile 1931 – Francia, 9 gennaio 2001), è stato un chimico danese.
È considerato un pioniere dell'utilizzo della spettroscopia ottica per lo studio delle reazioni di chimica inorganica. Ha fornito contributi originali per la conoscenza della struttura elettronica dei composti chimici formati dai metalli di transizione.
Prende il suo nome il fenomeno chimico detto simbiosi di Jørgensen.
Laureatosi all'Università di Copenaghen nel 1954, nel 1959 si trasferì a Parigi per lavorare nel centro studi scientifici della NATO. Ebbe un ruolo importante nell'organizzazione dei corsi estivi NATO Workshops and Advanced Studies Institutes. 
In 1961 si trasferì in Svizzera a Cologny nei pressi di Ginevra, dove fu nominato direttore del gruppo di studio di chimica inorganica teorica del Cyanamid European Research Institute.  
Professore di chimica fisica all'Università di Ginevra dal 1970 al 1974 e professore di chimica inorganica nella stessa università dal 1974 al 1997, anno in cui si ritirò dall'insegnamento per motivi di salute. In seguito si trasferì in Francia dove vivevano i figli Philippe ed Estelle.
Membro della "Royal Danish Academy of Sciences and Letters" dal 1965, nel 1983 gli fu attribuita una laurea "Honoris causa" dall'Università di Zurigo.  